# Рыцев, Иван Егорович
Иван Егорович Рыцев — комбайнёр Нукутской МТС Нукутского района Иркутской области, Герой Социалистического Труда (1957).

## Биография
Родился в 1914 году в селе Хареты (ныне Нукутского района Иркутской области). Окончил начальную школу и Заларинское профтехучилище. Работал комбайнером совхоза «Харетский» Нукутской МТС Нукутского района. Активно участвовал в общественной жизни. В 1964 году написал письмо в газету «Восточно-Сибирская правда» с призывом к рационализаторству в области техобеспечения сельского хозяйства, что нашло широкий отклик в трудовых массах. Член КПСС.
Указом Президиума Верховного Совета СССР от 11 января 1957 года Ивану Егоровичу было присвоено звание Героя Социалистического Труда с вручением ордена Ленина и медали «Золотая Звезда».